# سو هاستينغز
سو هاستينغز (بالإنجليزية: Sue Hastings)‏ هي مصممة أمريكية، ولدت في 10 مايو 1884، وتوفيت في 1977.

## وصلات خارجية
- سو هاستينغز على موقع قاعدة بيانات برودواي على الإنترنت (الإنجليزية)